# Carlos Aguiar Retes
Carlos Aguiar Retes (Tepic, 9 de gener de 1950) és un prelat catòlic mexicà, que actualment serveix com a arquebisbe de Tlalnepantla des de 2009 i que al 2016 va ser promogut al Col·legi de Cardenals.

## Biografia
Carlos Aguiar Retes va néixer a Tepic, a l'estat de Nayarit. És el segon de sis germans.
Ingressà al seminari menor de Tepic, on realitzà els seus estudis secundaris, passant al seminari major fent els estudis de filosofia fins al 1969. D'allà passà al seminari de Montezuma, als Estats Units, entre 1969 i 1972, i finalment al seminari de Tula entre 1972-73, on finalitzà els seus estudis de teologia.

### Presbiterat
Després de ser ordenat diaca el 24 de desembre de 1971, rebé l'ordenació presbiteral el 22 d'abril de 1973 a la catedral de Tepic. Va ser vicari a la parroquia de Santa Maria Goretti fins 1974, quan marxà a Roma per estudiar al Pius Col·legi Pontifici Llatinoamericà, on es llicencià en Sagrades Escriptures pel Pontifici Institut Bíblic. En tornar a Mèxic el 1977, va ser nomenat rector del seminari diocesà de Tepic.
El 1991 tornà a Roma, i el 7 de juny de 1996 obtingué el doctorat en teologia bíblica per la Pontifícia Universitat Gregoriana amb la tesi " Criticism of the prophets fasting ", sota la direcció del pare Horacio Simian-Yofre. En tornar a Mèxic ocupà la càtedra de Sagrada Escriptura de la Universitat Pontifical de Mèxic, on també va ser rector de la Residència Sacerdotal Joan XXIII.

### Episcopat
El 28 de maig de 1997, el Papa Joan Pau II el nomenà bisbe de Texcoco, a l'estat de Mèxic. Va rebre la consagració episcopal el 29 de juny següent, de mans del cardenal Adolfo Antonio Suárez Rivera, arquebisbe de Monterrey.
El 5 de febrer de 2009, Benet XVI el traslladà a la seu arxiepiscopal de Tlalnepantla, sempre a l'estat de Mèxic, ocupant la seu el 31 de març.
Conferència Episcopal de Mèxic
En el si de la Conferència episcopal de Mèxic (CEM) va ser secretari general entre 2004 i 2006, presidint-lo durant dos mandats, entre 2007 i 2012.
CELAM
El 23 de maig de 2000 se li confià, a més del seu càrrec episcopal, el secretariat general del Consell episcopal llatinoamericà (CELAM). El 2003 esdevingué vicepresident d'aquest càrrec per un mandat de quatre anys. Al maig de 2007 participà en la 5a Conferència General de l'Episcopat Llatinoamericà i del Carib a Aparecida (Brasil), en el transcurs de la qual es preparà el "document d'Aparecida" elaborat pel cardenal Jorge Bergoglio i dins del qual apareixen ja els grans temes del pontificat del Papa Francesc. A partir d'aquest encontre, és elegit president del comitè "Comunió eclesial i diàleg" del CELAM. En el transcurs de l'assemblea general següent, el 2011 a Montevideo, va ser elegit president del CELAM per quatre anys, vuit anys durant els quals va ser un dels principals artífexs de la posada en funcionament del document d'Aparecida.
Cúria pontifícia
El 8 de març de 2007, el Papa Benet XVI el nomenà membre del Consell Pontifici per al Diàleg Interreligiós per a un període de cinc anys.

### Cardenal
Va ser creat cardenal el 19 de novembre de 2016 pel Papa Francesc, rebent el títol de Cardenal-Prevere de Santi Fabiano e Venanzio a Villa Fiorelli.